# Igrište (Leskovac)
Igrište je naselje u gradu Leskovcu, Jablanički upravni okrug, Srbija. Prema popisu iz 2022. godine u Igrištu je živio 241 stanovnik.